# 喇叭天线

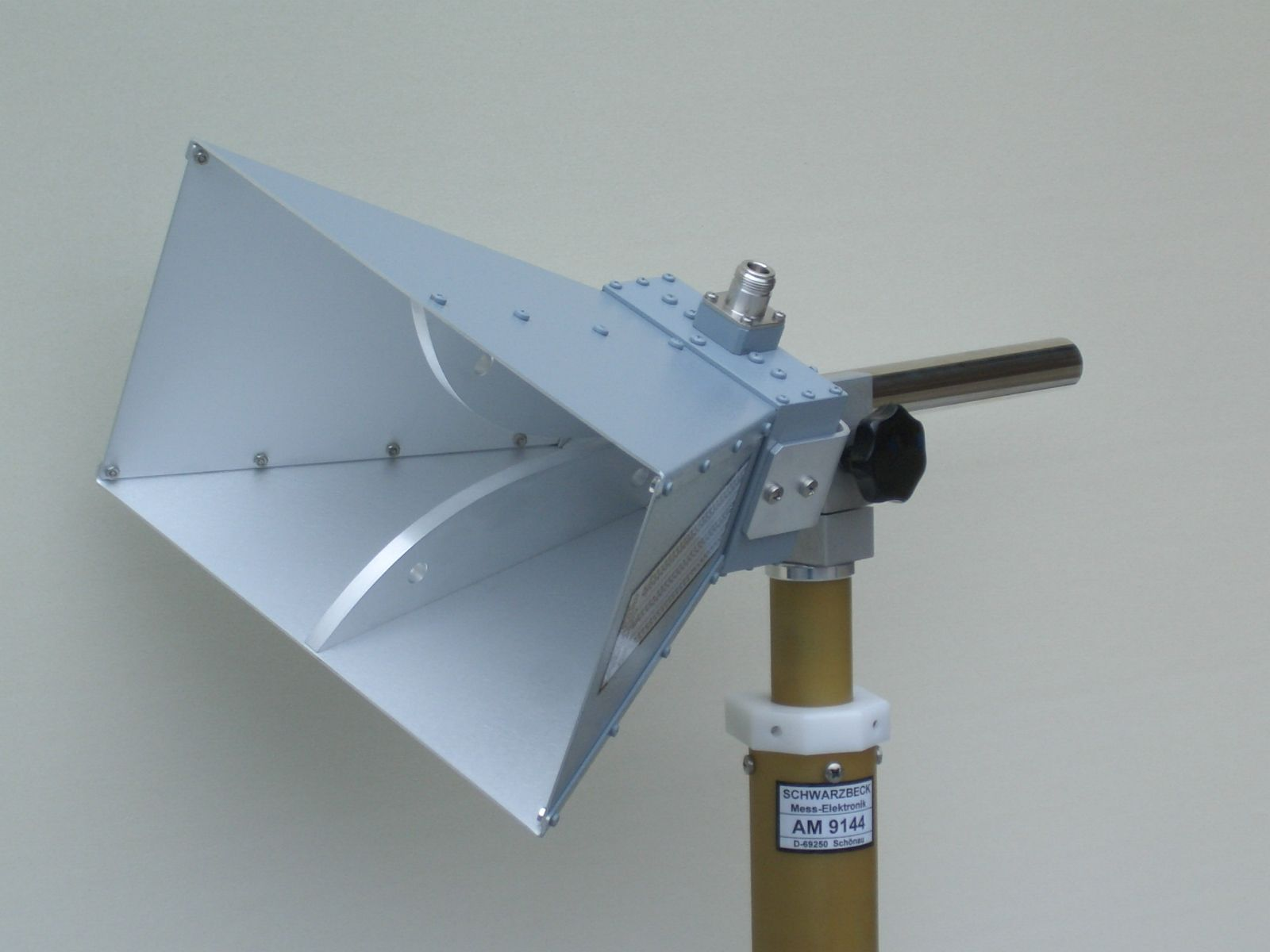
角锥微波喇叭天线，带宽为0.8至18 GHz。同轴电缆馈线连接到顶部可见的连接器。这种类型称为脊状喇叭；喇叭口内可见的弯曲翼片增加了天线的带宽。

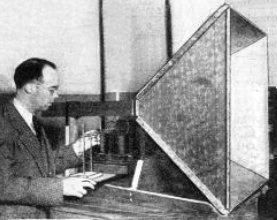
第一台现代喇叭天线于1938年由发明家Wilmer L. Barrow发明。

喇叭天线或微波喇叭是一种由形状像喇叭的喇叭状金属波导组成的天线，用于引导波束中的无线电波。喇叭广泛用作频率高于300兆赫的超高频电磁波和微波的天线。 它们可用作较大天线结构（如抛物面天线）的馈电天线（称为馈电喇叭），也可用作测量其他天线增益的标准校准天线，以及用作雷达枪、自动门开启器和微波辐射计等设备的定向天线。 其优点是指向性适中、宽频带、损耗低、施工和调整简单。 
孟加拉裔印度无线电研究员贾加迪什·钱德拉·鲍斯于1897年在他开创性的微波实验中建造了最早的喇叭天线之一。 现代喇叭天线则是由Wilmer Barrow和GC Southworth于1938年各自独立发明的。  第二次世界大战中雷达的发展刺激了喇叭天线的研究，旨在设计雷达天线的馈源喇叭。凯伊于1962年发明了波纹喇叭。它已广泛用作卫星天线和射电望远镜等微波天线的馈源喇叭。 
喇叭天线的优点在于，由于它们没有谐振元件，因此它们可以在很宽的频率范围和很宽的带宽内工作。喇叭天线的可用带宽通常为10:1，最高可达20:1（例如，允许它在1GHz至20GHz）。 输入阻抗在这个很宽的频率范围内缓慢变化，从而允许在带宽内实现较低的电压驻波比(VSWR)。 喇叭天线的增益范围高达25dBi，典型值在10–20dBi之间。 

## 描述

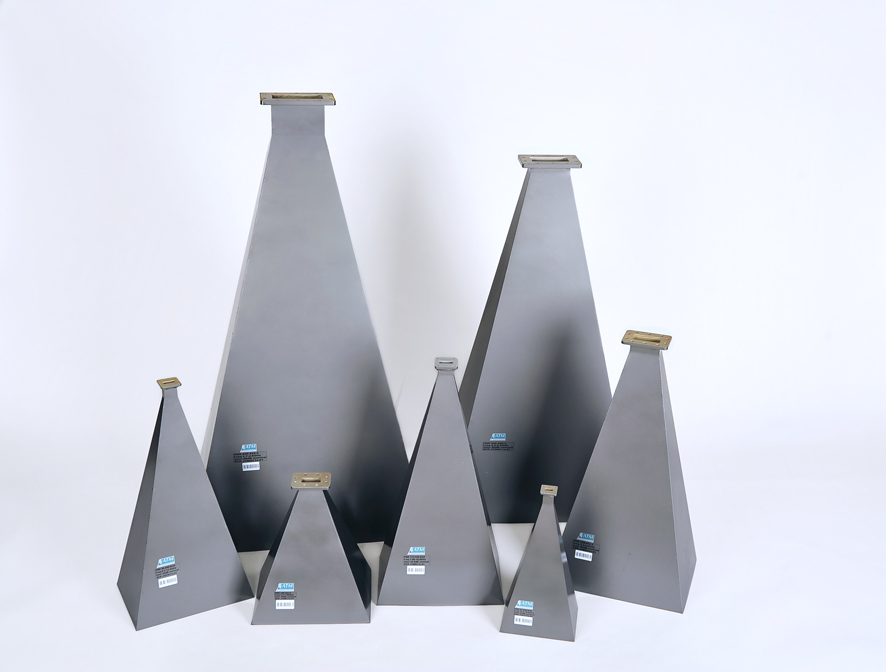
适用于多种频率的金字塔喇叭天线。它们的顶部有法兰，可以连接到标准波导。

喇叭天线用于将无线电波从波导（用于承载无线电波的金属管）发射到空间中，或将无线电波收集到波导中进行接收。它通常由一小段矩形或圆柱形金属管（波导）组成，一端封闭，另一端向外展开，形成一个开口的圆锥形或金字塔形喇叭。 无线电波通常通过附在侧面的同轴电缆引入波导，中心导体伸入波导，形成四分之一波长单极天线。然后，波以窄波束的形式从喇叭端辐射出去。在某些设备中，无线电波通过波导在发射器或接收器和天线之间传导；在这种情况下，喇叭连接到波导的末端。在室外喇叭中，例如卫星天线的馈源喇叭，喇叭的开口通常由对无线电波透明的塑料片覆盖，以防潮。

## 工作原理

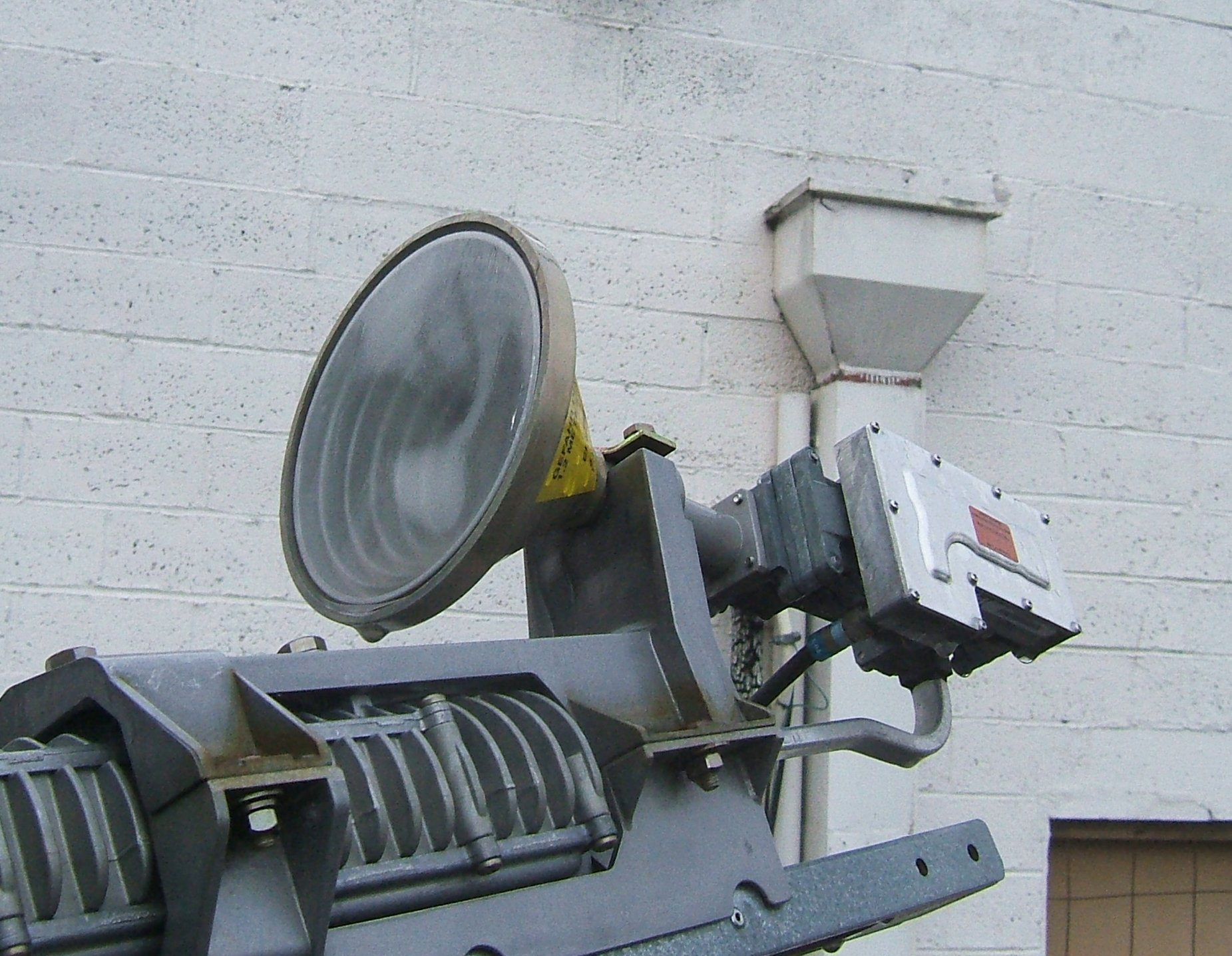
波纹锥形喇叭天线用作休斯 Direcway家用卫星天线的馈源喇叭。透明塑料布盖住喇叭口，以防雨水进入。

喇叭天线对于电磁波所起的作用与喇叭等乐器中声学喇叭对于声波所起的作用相同。它提供了一种渐进的过渡结构，使管道的阻抗与自由空间的阻抗相匹配，从而使管道中发出的波能够有效地辐射到空间中。 
如果使用简单的开放式波导作为天线，不带喇叭，导电壁的突然终止会导致孔径处的阻抗发生突变，从波导中的波阻抗变为自由空间阻抗（约377Ω）。  当无线电波通过波导到达开口时，阻抗突变会将很大一部分波的能量沿着波导反射回波源，因此并非所有的功率都会被辐射。这类似于在开口传输线或低折射率和高折射率光学介质之间的边界（如玻璃表面）的反射。反射波会在波导中引起驻波，从而增加驻波比 （SWR） ，浪费能量，并可能使发射器过热。此外，波导的小孔径（小于一个波长）导致从中发出的波发生严重的衍射，从而产生较宽的辐射模式而没有显著的方向性。
为了改善这些不良特性，波导的末端向外展开以形成喇叭。喇叭天线的锥削结构使其阻抗沿轴向长度逐渐变化。 它的作用类似于阻抗匹配变换器，使大部分波能量从喇叭末端辐射到空间中，同时尽量减少反射。锥削结构的工作原理类似于锥形传输线，或折射率平滑变化的光学介质。此外，宽孔径喇叭可发射窄波束的波。
反射功率最小的喇叭形状是指数锥形。 指数喇叭用于需要最小信号损失的特殊应用，例如卫星天线和射电望远镜。然而，圆锥形和金字塔形喇叭的应用最为广泛，因为它们的边缘是直的，更容易设计和制造。

## 辐射模式
波以球形波前的形式沿喇叭传播，其波源在喇叭的顶点，该点称为相位中心。喇叭口孔径平面的电场和磁场模式决定了辐射模式，它是波导中场的放大再现。由于波前是球形的，中心点和边缘点到顶点的距离不同，相位从孔径平面的边缘到中心平滑地递增。中心点和边缘之间的相位差称为相位误差。该相位误差会随着喇叭角的增大而增大，从而降低增益并增加波束宽度，使喇叭天线的波束宽度比类似尺寸的平面波天线（如抛物面天线）更宽。
在张角处，波束瓣的辐射下降约20dB。 
随着喇叭尺寸（以波长表示）的增加，相位误差也会增加，从而使喇叭的辐射模式更宽。保持波束宽度较窄需要更长的喇叭（更小的喇叭角）来保持相位误差恒定。不断增加的相位误差将实用喇叭的口径尺寸限制在 15 个波长左右；更大的口径将需要不切实际的长喇叭。 这将实际喇叭的增益限制在1000（30dBi）左右，相应的最小波束宽度限制在5-10°左右。 

## 类型

喇叭天线类型

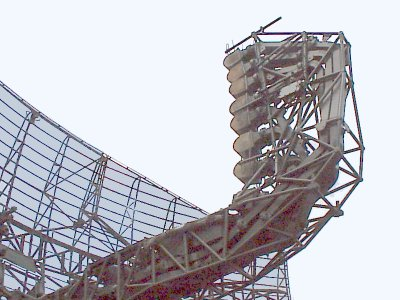
用于对空搜索雷达天线的扇形馈电喇叭组

以下是喇叭天线的主要类型。喇叭可以在电场和磁场方向上具有不同的喇叭角以及不同的扩展曲线（椭圆形、双曲线等），从而可以实现各种不同的波束轮廓。
角锥喇叭（图a）——拥有矩形截面的四棱角锥形喇叭天线。是常见的类型，与矩形波导搭配使用，辐射线极化波。 
扇形喇叭——只有一对侧面张开，另一对侧面平行的角锥形喇叭。产生扇形波束，在展开面的波束较窄，在非展开面的波束较宽。这种喇叭常用作宽搜索雷达的天线。
E面喇叭（图b）——在波导电场面上展开的扇形喇叭。
H面喇叭（图c）——在波导磁场面上展开的扇形喇叭。
圆锥形喇叭（图d）——横截面为圆形的圆锥形喇叭。与圆柱形波导搭配使用。
指数喇叭（图e）——拥有曲边的喇叭，其张口半径随长度指数增加。也称为标量喇叭，既可以是方口的也可以是圆口的。在相当宽的频带范围内，指数喇叭可以使内部反射尽量小，阻抗变化极缓，还有其他优良性质。 它们用于需要高性能的应用场合，例如通信卫星的馈源天线，以及射电望远镜。
波纹喇叭——刻有平行沟槽或狭缝的喇叭，这些狭缝尺度比波长小，覆盖喇叭的内壁，垂直于轴。波纹喇叭拥有更宽的频带，更小的旁瓣，还可实现交叉极化，广泛用作卫星碟形天线和射电望远镜的馈源天线。
双模圆锥喇叭—— （Potter喇叭 ）这种喇叭可以在亚毫米波波段替代波纹喇叭。在此波段波纹喇叭有损且难以制造。
对角线喇叭——表面上这种简单双模喇叭与带有方形孔径的金字塔形喇叭类似。但这种喇叭的方形孔径相对波导旋转了45°。这种喇叭通常被加工成拼合块，用于亚毫米波段。 
脊棱喇叭——在角锥喇叭内壁中心轴线处添加平行脊棱或鳍片。脊棱结构降低截止频率，增加天线带宽。
隔板喇叭——内部设置正交金属隔板，将单喇叭分割为多个子喇叭。
孔径极限喇叭——长窄形喇叭。由于长径比很大，故相较于波长，相位误差可忽略，基本上可认为其辐射平面波。孔径效率为1.0，可以达到给定口径大小下的最大增益和最窄波束。其增益不受长度影响，只受衍射限制。 用作射电望远镜和其他高分辨率天线的馈电天线。
四脊开边界喇叭——一种特殊类型的喇叭天线，四脊棱呈十字交叉，无外围侧壁。 覆盖频段宽，双线性极化。
双脊开边界喇叭——与上述的四脊开边界喇叭类似。宽频带，低电压驻波比（VSMR），高增益。

## 最佳喇叭

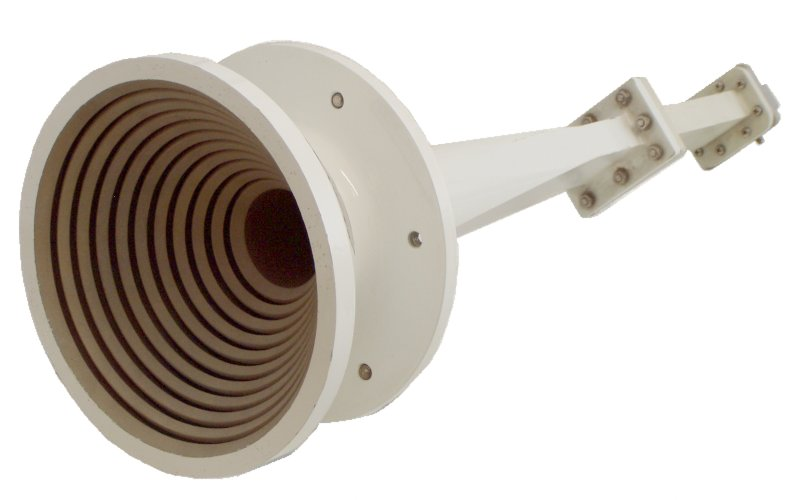
带宽为3.7至6GHz的波纹喇叭天线，设计用于连接到SMA波导馈线。它被用作英国军事基地抛物面天线的馈源喇叭。

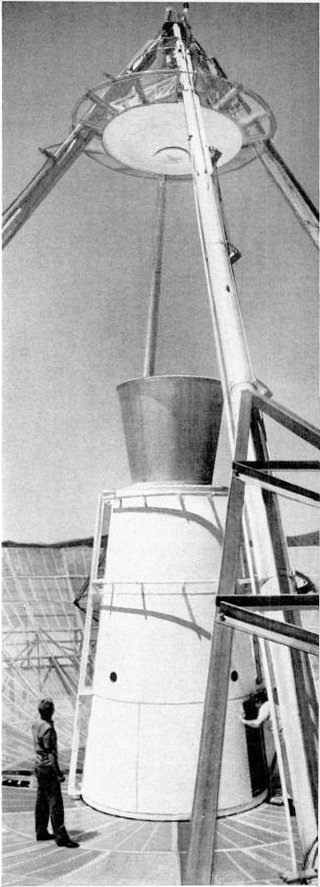
位于美国宇航局戈德斯通深空通信中心的26米卡塞格林航天器通信天线。

对于给定的频率和喇叭长度，存在一个最优张角，可实现最小反射与最大增益。直壁喇叭的内部反射源于波传播路径上两个阻抗突变点：喇叭的口面，以及喉部。这两个位置的反射强度随着喇叭的喇叭张角（喇叭壁与轴线的夹角）而变化。在喇叭张角较小的窄喇叭中，大部分反射发生在口面。由于天线的小口面近似于一个开路波导，具有较大的阻抗阶跃，因此天线的增益较低。随着角度的增加，口面处的反射迅速减小，天线的增益增加。相比之下，在张角接近90°的宽喇叭中，大部分反射都在喉部。由于喉部近似于开路波导，因此喇叭的增益也是很低的。随着角度的减小，该位置的反射量下降，喇叭的增益再次增加。
该讨论表明，在0°到90°之间存在某个张角，可实现最大增益和最小反射。这被称为最佳喇叭。大多数实用的喇叭天线都是按最佳喇叭设计的。对于角锥喇叭来说，最佳喇叭的尺寸如下： 
{\displaystyle a_{E}={\sqrt {2\lambda L_{E}}}\qquad a_{H}={\sqrt {3\lambda L_{H}}}}
对于圆锥喇叭，最佳喇叭的尺寸为： 
{\displaystyle d={\sqrt {3\lambda L}}}
其中
aE是电场方向上孔径的宽度
aH是H场方向上的孔径宽度
LE是电场方向边的倾斜高度
LH是H场方向边的斜高
d是圆柱形喇叭孔径的直径
L是锥体距顶点的斜高
λ是波长
对于孔径尺寸固定的情况，最佳喇叭产生的增益并不会是最大的。最大增益的实现是通过一种极长的喇叭（孔径受限喇叭）实现的。对于喇叭长度固定的情况，相应喇叭长度下的最佳喇叭可产生最大的增益。不同频率的最佳喇叭尺寸表格由微波手册给出。

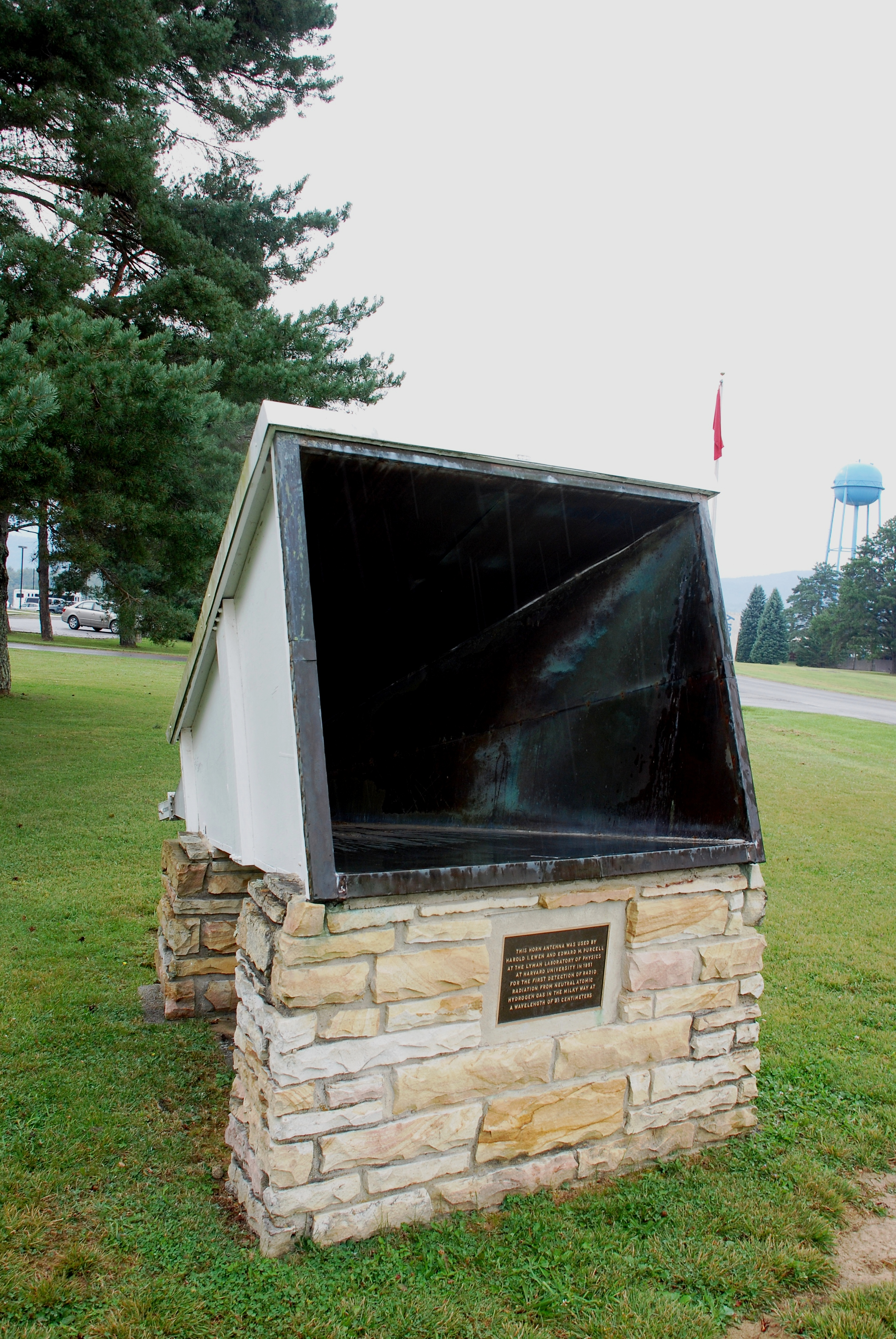
1951年用于探测银河系中的氢气发出的21 cm （1.43 GHz） 辐射的角锥形喇叭。目前在美国西弗吉尼亚州格林班克的格林班克天文台展出

## 增益
喇叭的损耗很小，因此喇叭的指向性大致等于其增益。 角锥喇叭天线的增益G （沿其波束轴的辐射功率强度与相同输入功率的各向同性天线的强度之比）为： 
{\displaystyle G={\frac {4\pi A}{\lambda ^{2}}}e_{A}}
对于锥形喇叭，增益为： 
{\displaystyle G=\left({\frac {\pi d}{\lambda }}\right)^{2}e_{A}}
其中
A是孔径的面积，
d是圆锥喇叭的孔径
λ是波长，
eA是介于0和1之间的无量纲参数，称为孔径效率，
实际喇叭天线的孔径效率范围为0.4至0.8。对于最佳角锥喇叭，eA = 0.511, 而对于最佳圆锥喇叭，eA = 0.522。 因此通常使用近似值0.5。孔径效率随喇叭长度的增加而增加，对于孔径受限喇叭，孔径效率近似为1。

## 喇叭反射器天线
霍格喇叭天线（或称喇叭反射天线）是一种将喇叭天线与抛物面反射器结合在一起的天线，由Alfred C. Beck和Harald T. Friis于1941年发明，后由贝尔实验室的 David C. Hogg于1961年进一步开发。 由于其独特的形状，它也被称为“糖勺（sugar scoop）”。它由一个带有一个反射器喇叭天线组成，反射器安装在喇叭口，与之成45度角，因此辐射光束与喇叭轴成直角。反射面为一段抛物面反射面，反射面焦点位于喇叭的顶点，因此该装置等效于一个离轴馈电的抛物面天线。 与标准抛物面天线相比，这种设计的优势在于，喇叭可以屏蔽来自主波束轴以外角度的辐射，因此其辐射方向图的旁瓣非常小。此外，与普通前馈抛物面天线不同，它的孔径不会被馈源及其支撑物部分遮挡，这使其孔径效率达到70%，而前馈天线的孔径效率为55–60%。 缺点是，对于给定的孔径面积，它比抛物面天线更大更重，并且必须安装在笨重的转盘上才能完全操纵。 20 世纪60年代，一些射电望远镜和通信卫星地面天线就采用了这种设计。然而，它最大的用途是作为AT&amp;T长线微波网络中微波中继链路的固定天线。   自20 世纪70年代以来，这种设计已经被带罩抛物面天线所取代，这种天线可以以更轻、更紧凑的结构实现同样良好的旁瓣性能。可能最著名的例子是位于新泽西州霍姆德尔的贝尔实验室的15米（49英尺）霍姆德尔喇叭天线 。1965年，阿诺·彭齐亚斯和罗伯特·威尔逊用其发现了宇宙微波背景辐射，并因此获得了 1978 年诺贝尔物理学奖。另一种较新的喇叭反射器设计是卡塞格伦喇叭，它是喇叭与使用两个反射器的卡塞格伦抛物面天线的组合。 